# Alexei Alexandrowitsch Kobelew
Alexei Alexandrowitsch Kobelew (russisch Алексей Александрович Кобелев; * 27. Juli 1971 in Ischewsk) ist ein ehemaliger russischer Biathlet. Er ist einer der erfolgreichsten Sommerbiathleten bei Weltmeisterschaften und feierte zudem im Winter Erfolge. Er ist einer der wenigen Biathleten, die im Sommer und im Winter Weltmeister wurden.
Alexei Kobelew ist verheiratet, lebt in seinem Geburtsort Ischewsk und arbeitet als Polizist. Er betrieb seit 1982 Biathlon und startete für Dynamo Ischewsk. Sein erstes Biathlon-Weltcuprennen bestritt er 1992 in Pokljuka und erreichte mit Rang zehn im Einzel und Platz sieben im Sprint sofort erste Top-Ten-Resultate. Nachdem er bei den ersten drei Weltcup-Stationen sehr gute Ergebnisse erreichte und in einem Einzel in Antholz bis auf den vierten Rang lief, brach er für den Rest der Saison ein und erreichte nur noch einmal Weltcuppunkte. Erst zu Beginn der Saison 1994/95 konnte er seine Leistungen wieder auf höherem Niveau stabilisieren. 1995 gewann er mit einem Sprint in Oberhof sein erstes Weltcuprennen, 1998 gewann er in Östersund nochmals einen Sprint. In der Saison 1995/96 erreichte Kobelew den zehnten Platz in der Gesamtwertung. Insgesamt erreichte er vier Podestplätze in seiner Weltcup-Karriere. In Borowetz gewann Kobelew gemeinsam mit Waleri Kirijenko, Sergei Loskin und Sergei Tschepikow bei den Weltmeisterschaften 1993 hinter der Mannschaft aus Deutschland die Silbermedaille. Mit Wladimir Dratschow, Kirienko und Tschepikow gewann er mit der Mannschaft in Canmore im Jahr darauf erneut Silber, nun hinter der Vertretung Italiens. In Antholz startete er 1995 erneut bei Biathlon-Weltmeisterschaften und wurde 49. des Sprintrennens und Achter mit der Staffel. Ein Jahr später in Ruhpolding wurde Kobelew Fünfter im Einzel, Zehnter im Sprint und gewann gemeinsam mit Wiktor Maigurow, Dratschow und Sergei Tarassow als Schlussläufer der Staffel die Goldmedaille. Zudem gewann er bei den Biathlon-Europameisterschaften 1996 in Ridnaun an der Seite von Maigurow, Dratschow und Sergei Roschkow als Schlussläufer der Staffel die Goldmedaille. Der einzige Start bei den Olympischen Spielen, 1998 in Nagano, verlief mit Rang 56 im Sprint enttäuschend. 1999 konnte er in seinem Heimatort Ischewsk mit Sergei Konowalow, Eduard Rjabow und Pawel Muslimow hinter Deutschland als Startläufer der russischen Staffel Silber gewinnen. Die letzten Weltcuprennen bestritt Kobelew 2001, danach startete er bis Mitte der 2000er Jahre nur noch im Biathlon-Europacup.
Seine weitaus größeren Erfolge erreichte Kobelew im Sommerbiathlon. Schon bei den ersten Weltmeisterschaften 1996 in Hochfilzen gewann er den Titel im Einzel. 1998 in Osrblie gewann er das Sprintrennen und wurde Zweiter hinter Wilfried Pallhuber in der Verfolgung. 1999 kam in Minsk im Sprint eine Bronzemedaille hinter Rustam Waliullin und Wadim Saschurin hinzu, auch in der Verfolgung gewann Kobelew hinter Saschurin und Ilmārs Bricis Bronze. Mit Sergei Proswirnin, Alexei Kowjasin und Dmitri Nikiforow gewann er zudem als Startläufer der Staffel die Goldmedaille. In Jablonec nad Nisou gewann Kobelew 2002 mit Pawel Tschuprijanow, Proswirnin und Nikiforow erneut als Startläufer die Goldmedaille. Die letzten Medaillen gewann er bei den Weltmeisterschaften 2005 in Muonio. Im Staffelrennen war er erneut Startläufer und gewann mit Oleg Rudenko, Iwan Bogdanow und Alexander Katschanowski hinter der Staffel Tschechiens die Silbermedaille. Auch im Massenstart gewann er hinter Aljaksandr Syman Silber.

## Bilanz im Biathlon-Weltcup
Die Tabelle zeigt alle Platzierungen (je nach Austragungsjahr einschließlich Olympische Spiele und Weltmeisterschaften).
- 1.–3. Platz: Anzahl der Podiumsplatzierungen
- Top 10: Anzahl der Platzierungen unter den ersten zehn (einschließlich Podium)
- Punkteränge: Anzahl der Platzierungen innerhalb der Punkteränge (einschließlich Podium und Top 10)
- Starts: Anzahl gelaufener Rennen in der jeweiligen Disziplin

| Platzierung                               | Einzel | Sprint | Verfolgung | Massenstart | Team | Staffel | Gesamt |
| ----------------------------------------- | ------ | ------ | ---------- | ----------- | ---- | ------- | ------ |
| 1. Platz                                  |        | 2      |            |             |      | 2       | 4      |
| 2. Platz                                  | 1      |        |            |             |      |         | 1      |
| 3. Platz                                  |        | 1      |            |             |      | 3       | 4      |
| Top 10                                    | 10     | 10     |            |             | 1    | 7       | 28     |
| Punkteränge                               | 15     | 24     | 8          | 2           | 1    | 7       | 57     |
| Starts                                    | 34     | 47     | 9          | 2           | 1    | 7       | 100    |
| Stand: Daten möglicherweise unvollständig |        |        |            |             |      |         |        |